# Kōjirō Umezaki
Kōjirō Umezaki (jap. 梅崎 康二郎, Umezaki Kōjirō; * 1968) ist ein japanischer Shakuhachi-Spieler und Komponist.
Umezaki studierte in Tokio westliche Flöte und Shakuhachi und am Dartmouth College elektroakustische Musik. Er ist Assistent Professor für Musik an der
University of California at Irvine, wo er der Integrated Composition, Improvisation, and Technology Group angehört. Als Spezialist für elektroakustische Livemusik und multimediale Kunst arbeitet er regelmäßig mit Yo-Yo Mas Silk Road Ensemble und dem kanadischen Jazztrio Beats in Fractions zusammen. Er betätigte sich als Filmmusikkomponist und gab Konzerte u. a. in den USA, Kanada, China, Kuba, Brasilien, Island und Japan. Plattenaufnahmen erschienen bei den Labels Sony BMG, World Village und Smithsonian Folkways. 2010 produzierte er das Album der Gruppe Huun-Huur-Tu Ancestors Call.

## Diskographie
- Extraditional: New Pieces for the Shakuhachi, 2000 (mit Curtis Bahn)
- The Silk Road: A Musical Caravan, 2002
- The Silk Road Ensemble: Beyond the Horizon, 2005
- Yo-Yo Ma and Friends: Appassionato, 2007
- Beat in Fractions: Beat Infraction, 2007
- The Silk Road Ensemble: New Impossibilities, 2007
- Yo-Yo Ma and Friends: Songs of Joy and Peace, 2008
- The Silk Road Ensemble: Off the Map, 2009
- Brooklyn Rider: Dominant Curve, 2010

## Weblink
- Kojiro Umezakis Homepage

| Personendaten    | Personendaten                                |
| ---------------- | -------------------------------------------- |
| NAME             | Umezaki, Kōjirō                              |
| ALTERNATIVNAMEN  | 梅崎 康二郎 (japanisch)                      |
| KURZBESCHREIBUNG | japanischer Shakuhachi-Spieler und Komponist |
| GEBURTSDATUM     | 1968                                         |